# Pseudochthonius tuxeni
Espèce
Pseudochthonius tuxeni est une espèce de pseudoscorpions de la famille des Chthoniidae.

## Distribution
Cette espèce est endémique du Brésil. Elle se rencontre au Pará et en Amazonas.

## Description
La femelle holotype mesure 0,90 mm.

## Étymologie
Cette espèce est nommée en l'honneur de Søren Ludvig Paul Tuxen.

## Publication originale
- Mahnert, 1979 : Pseudoskorpione (Arachnida) aus dem Amazonas-Gebiet (Brasilien). Revue Suisse de Zoologie, vol. 86, no 3, p. 719-810 (texte intégral).